# ビッカリ
ビッカリ（イタリア語: Biccari）は、イタリア共和国プッリャ州フォッジャ県にある、人口約2,700人の基礎自治体（コムーネ）。

## 地理

### 位置・広がり

#### 隣接コムーネ
隣接するコムーネは以下の通り。
- アルベローナ
- カステッルッチョ・ヴァルマッジョーレ
- チェッレ・ディ・サン・ヴィート
- ファエート
- ルチェーラ
- ロゼート・ヴァルフォルトーレ
- トローイア